# Pakisaurus balochistani
Il pakisauro (Pakisaurus balochistani) è un dinosauro erbivoro appartenente ai sauropodi. Visse nel Cretaceo superiore (Maastrichtiano, circa 70 milioni di anni fa) e i suoi resti fossili sono stati ritrovati in Pakistan.

## Classificazione
Descritto per la prima volta nel 2006, Pakisaurus è noto attraverso i resti fossili di alcune vertebre caudali, rinvenute nel Vitakri Member della formazione Pab in Balochistan (Pakistan occidentale). L'autore della descrizione ha creato appositamente la famiglia Pakisauridae per contenere tre specie di dinosauri sauropodi dalle vertebre caudali simili fra loro; oltre a Pakisaurus, anche Khetranisaurus e Sulaimanisaurus. La classificazione, però, non ha ancora ottenuto largo consenso, ed è probabile che questi dinosauri siano rappresentanti più o meno basali del gruppo dei titanosauri (un gruppo di sauropodi molto diffusi nel Cretaceo nei continenti meridionali e nel subcontinente indiano). 